# Gallipoli Football 1909
Gallipoli Football 1909 s.r.l. Società Sportiva Dilettantistica – włoski klub piłkarski z miasta Gallipoli, obecnie występuje w Eccellenza Apulia. Swoje mecze rozgrywa na stadionie dzielonym z US Lecce.

## Historia
Drużyna została założona w 1999 roku, pod nazwą Associazione Calcio Gallipoli (Towarzystwo Piłkarskie Giallopoli). Reprezentuje Prowincję Lecce - Gallipoli. Barwy klubu to kolory: żółty i czerwony. 
Początkowo występował w Prima Categoria (ósmy poziom rozgrywek we Włoszech). Po zajęciu pierwszego miejsca w sezonie 1999–2000 nastąpił awans do Promozione. Tam drużyna ta zajęła drugą pozycję, co jednak dało promocję do wyższej ligi, którą była Eccellenza. W tej grupie Giallopoli występowali przez trzy sezony, zajmując kolejno: 5., 6. i 1. miejsce. To ostatnie zostało wywalczone w roku 2004, dzięki czemu zespół od następnego sezonu występował w Serie D. Drużyna nie zwalniała tempa i po raz kolejny zwyciężyła w swoich rozgrywkach, awansując do Serie C2. W sezonie 2005–2006 zespół zajął 1. lokatę na tym poziomie, co gwarantowało grę w Serie C1. Przy okazji na konto klubu trafił Puchar Serie C, który gracze wywalczyli w spotkaniu z Sanremese Calcio. Kolejny awans nastąpił po trzech latach, gdy w 2009 roku zawodnicy Gallipoli świętowali awans do zaplecza włoskiej ligi - Serie B.

## Skład w sezonie 2009/2010
| Nr | Poz. | Piłkarz                                 |
| -- | ---- | --------------------------------------- |
| 1  | BR   | Carlo Sciarrone                         |
| 2  | OB   | Daniele Daino                           |
| 3  | OB   | Pablo Pallante (wypoż. z Cerro)         |
| 4  | PO   | Alessandro Pederzoli                    |
| 5  | PO   | Augustín Viana                          |
| 6  | PO   | Roberto D'Aversa                        |
| 7  | NA   | Samuel Di Carmine (wypoż. z Fiorentiny) |
| 8  | PO   | Manuel Mancini (wypoż. z Sieny)         |
| 9  | NA   | Francesco Di Gennaro                    |
| 10 | NA   | Ciro Ginestra                           |
| 11 | NA   | David Mounard                           |
| 12 | BR   | Jan Koprivec (wypoż. z Udinese Calcio)  |
| 17 | PO   | Alessandro Moro                         |
| 18 | PO   | Alberto Cota                            |

| Nr | Poz. | Piłkarz                                     |
| -- | ---- | ------------------------------------------- |
| 19 | OB   | Cristian Sosa (wypoż. z Defensor Sporting)  |
| 20 | OB   | Vlado Šmit                                  |
| 21 | OB   | William Pianu                               |
| 22 | OB   | Matteo Abbate                               |
| 23 | OB   | Davide Mandorlini                           |
| 24 | OB   | Marco Taurino                               |
| 25 | PO   | Massimiliano Scaglia                        |
| 27 | PO   | Leandro Depetris                            |
| 32 | NA   | Isah Eliakwu                                |
| 33 | OB   | Massimiliano Tagliani (wypoż. z Fiorentiny) |
| 40 | OB   | Luca Franchini                              |
| 46 | NA   | Piergiuseppe Maritato (wypoż. z Fiorentiny) |
| 77 | OB   | Alessandro Grandoni (wypoż. z Livorno)      |
| 84 | PO   | Matías Garavano                             |

## Trenerzy
|                   | \| Imię i nazwisko \| Narodowość \| Data \| \| ----------------------------- \| ---------- \| --------- \| \| Salvatore Merico \| \| 2002–2003 \| \| Salvatore Nobile(inne języki) \| \| 2003 \| \| Antonio Toma \| \| 2003–2004 \| \| Franco Giugno \| \| 2004–2005 \| \| Gaetano Auteri(inne języki) \| \| 2005–2007 \| \| Dario Bonetti \| \| 2007–2008 \| \| Vincenzo Patania(inne języki) \| \| 2008 \| \| Giuseppe Giannini \| \| 2008– \| |           |
| Imię i nazwisko   | Narodowość | Data      |
| Salvatore Merico  | Włochy | 2002–2003 |
| Salvatore Nobile  | Włochy | 2003      |
| Antonio Toma      | Włochy | 2003–2004 |
| Franco Giugno     | Włochy | 2004–2005 |
| Gaetano Auteri    | Włochy | 2005–2007 |
| Dario Bonetti     | Włochy | 2007–2008 |
| Vincenzo Patania  | Włochy | 2008      |
| Giuseppe Giannini | Włochy | 2008–     |